# 152 mm-es 1943 mintájú tarack (D–1)
A 152 mm-es 1943 mintájú tarack (D–1) (oroszul 152-мм гаубица образца 1943 года (Д-1), 152-mm gaubica obrazca 1943 goda (D-1)) egy szovjet gyártmányú 152,4 mm-es tarack, melyet a második világháborúban fejlesztettek ki. A löveget az F. F. Petrov vezette tervezőiroda fejlesztette ki 1942 és 1943 között, a futómű a 122 mm-es 1938 mintájú tarackén alapul, lövegcsöve pedig a 152 mm-es 1938 mintájú tarackról származik. Az erős és könnyen mozgatható D–1, sokféle lövedékével nagymértékben megnövelte a Vörös Hadsereg harckocsizó és gépesített alakulatainak tűzerejét és áttörő képességét. A második világháború után még több száz darabot gyártottak a lövegből.
A második világháború után A D–1-est számos konfliktusban bevetették a huszadik század közepén és végén is. A löveg kiválóságát jelzi, hogy a világ számos országának hadseregeinél sokáig hadrendben tartották. A löveg még napjainkban is szolgálatban áll néhány szovjet utódállam haderejében és még egy sor másik országban is.

## Fejlesztés és sorozatgyártás

### Háttér
1941-ben a Szovjetunió úgy határozott, hogy leállítja a 152 mm-es 1938 mintájú tarackok gyártását. Ennek egyik oka a lövészhadtestek feloszlatása volt, melyet 1941 augusztusa és szeptembere között hajtottak végre, következményeképpen a hadtest-tüzérség is megszűnt. Ezen felül a 152 mm-es tarackok nem tartoztak a hadosztálytüzérséghez, így az 1942-es év folyamán nem gyártottak ilyen típusú tüzérségi eszközöket.
A lövészhadtesteket az 1942-es év végén ismét felállították, majd a tüzérség korábbi szerveződése is helyreállt. Mivel a 152 mm-es tarackok gyártását leállították, hiány mutatkozott egy olyan eszköz iránt, amely mozgékonyabb, mint a nehéz 152 mm-es 1937 mintájú tarack (ML–20) (melyet általában hadsereg szinten alkalmaztak), de erősebb, mint a 122 mm-es 1938 mintájú tarack (M–30).

### Válasz a kihívásra
1942-ben, hogy megpróbálják orvosolni a megfelelő 152 mm-es tarack hiányát, az F. F. Petrov vezette tervezőiroda megkezdte egy új tarack fejlesztését, amely az M–30 futóművén alapul és az M–10 lövegcsövét használja (amelyre csőszájféket erősítettek a hátrarúgás csökkentése és a könnyebb futómű sérülésének elkerülése érdekében). Az elképzelés lehetővé tette az új löveg azonnali sorozatgyártását, mivel az alapul szolgáló korábbi típusok alkatrészeiből bőven volt raktárkészleten.
Az 1943-as év elején Petrov bejelentette az új tervet a Népbiztosok Tanácsánál. Április 13-án értesítették Petrovot, hogy az Állami Védelmi Bizottság öt darabot rendelt az új lövegből, melyeket aztán május 1-jén a lőtérre küldtek. Május 5-én két darabot csapatpróbára küldtek; két nappal később, május 7-én a löveget rendszeresítésre javasolták, majd 1943 augusztus 8-án hivatalosan hadrendbe állították 152 mm-es 1943 mintájú tarack jelöléssel. Másfél hónappal később az első sorozatot leszállították a Vörös Hadseregnek.

### Gyártás
A D–1 tarackot kizárólag a szverdlovszki 9-es számú üzemben gyártották 1943 és 1949 között. A második világháború alatt a tarackot csak kis számban gyártották, mivel a 9-es számú üzem volt a felelős a 122 mm-es M–30 tarackok gyártásáért is. Emiatt a háború végéig folyton hiány mutatkozott a 152 mm-es tarackokból.
| Év                   | 1943 | 1944 | 1945 | 1946 | 1947 | 1948 | 1949 | Összesen |
| Legyártott mennyiség | 84   | 258  | 715  | 1050 | 240  | 240  | 240  | 2827     |

## Leírás

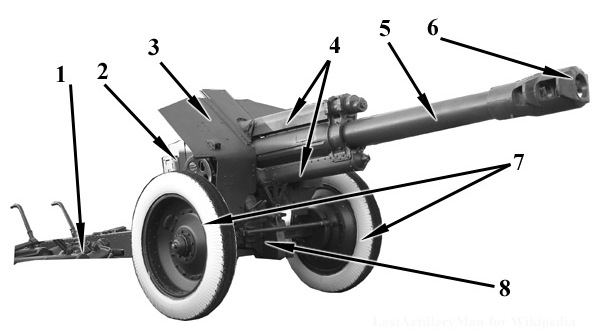
A D–1 tarack felépítése:
1 – szétterpeszthető lövegtalpszárak
2 – lövegzár
3 – lövegpajzs
4 – hátrasikló berendezések (hidraulikus fék és hidropneumatikus helyretoló)
5 – lövegcső
6 – csőszájfék
7 – kerekek
8 – felfüggesztés
Az 1, 7 és 8 a futóműhöz, a 2, 4, 5 és 6 a lövegcsőcsoporthoz tartozik

A D–1 tarack lényegében a 152 mm-es 1938 mintájú tarack (M–10) lövegcsövének és a 122 mm-es 1938 mintájú tarack (M–30) futóművének a kombinációja. Mivel az új futómű könnyebb, mint amilyet az M–10-en használtak, a lövegcsövet egy erős kétkamrás, DT–3-as csőszájfékkel látták el a hátraható erők csökkentése érdekében. Závárzata megszakított menetű csavarzár, a hátrasikló rendszer egy hidraulikus fékből és egy hidropneumatikus helyretolóból áll. Az osztott lőszer egy lövedékből és nyolc különböző hajtótöltetből áll.
A futómű közel azonos az M–30 lövegen alkalmazottal. Ellátták felfüggesztéssel, acélkerekekkel és gumiabronccsal. A lövegtalpszárak eredetileg szegecseléssel készültek, de később áttértek a hegesztésre. A löveget nagyjából két perc alatt lehetett tűzkésszé tenni. Vészhelyzet esetén a lövegtalpszárak szétterpesztése nélkül is lehetett az ágyúval tüzelni; habár ez a megoldás a magassági irányzás drasztikus csökkenésével járt együtt (1°30'). Mivel a löveghez nem készült lövegmozdony, így csak járművel lehetett vontatni. A maximális vontatási sebesség műúton 40 km/h, kövezett úton 30 km/h, terepen 10 km/h. A tarackot ellátták lövegpajzzsal.

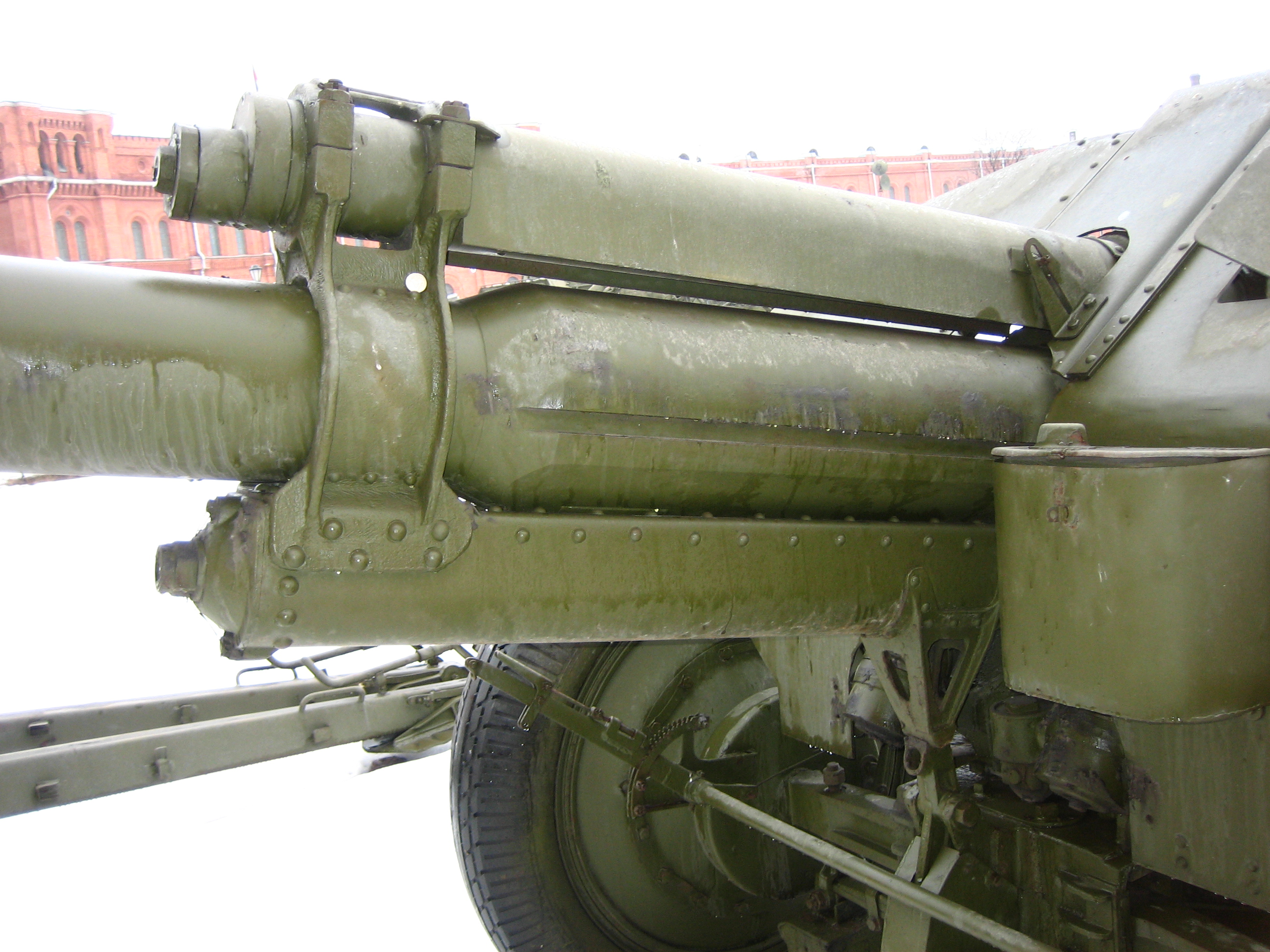
Hátrasikló berendezések
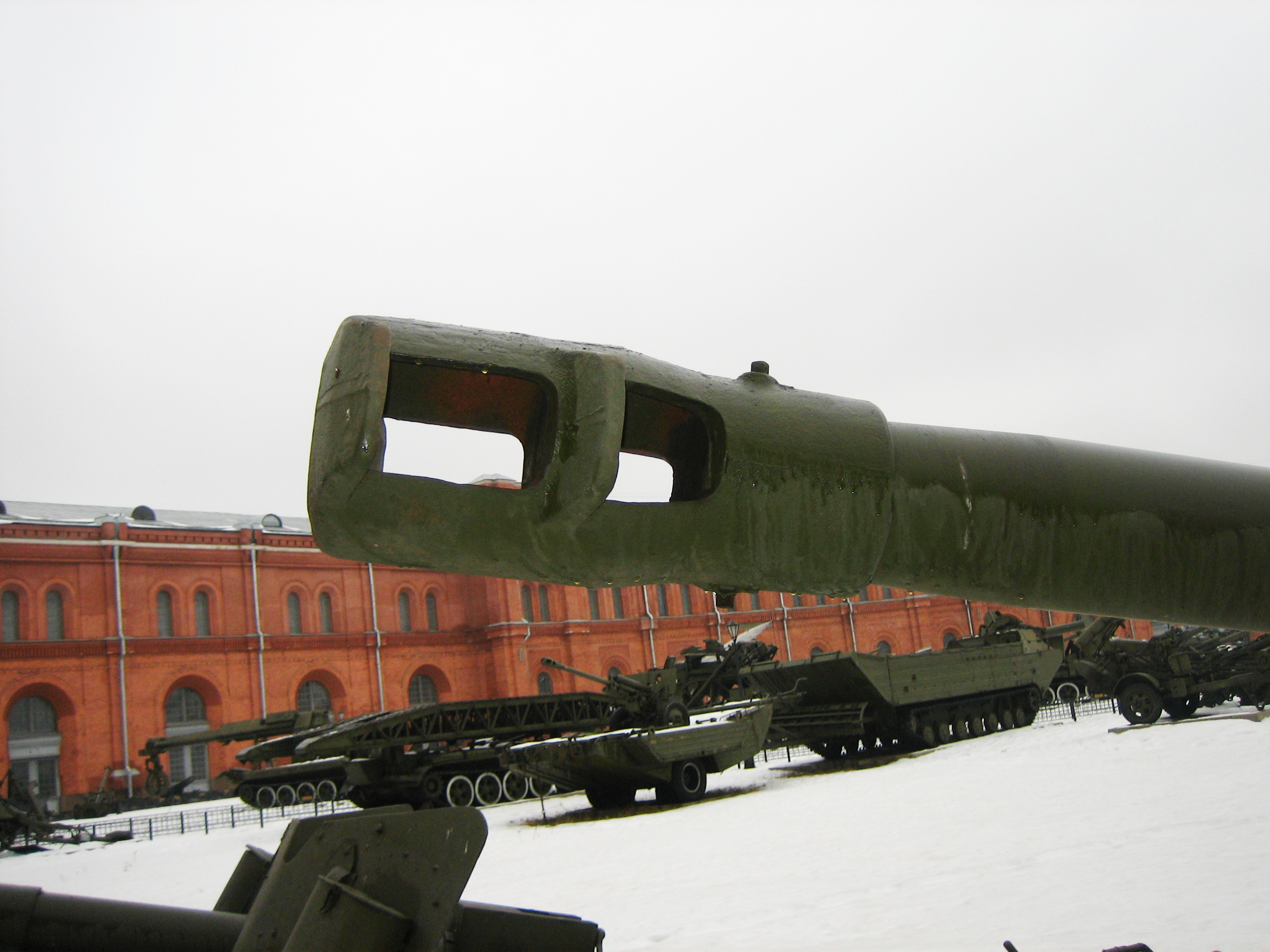
Csőszájfék
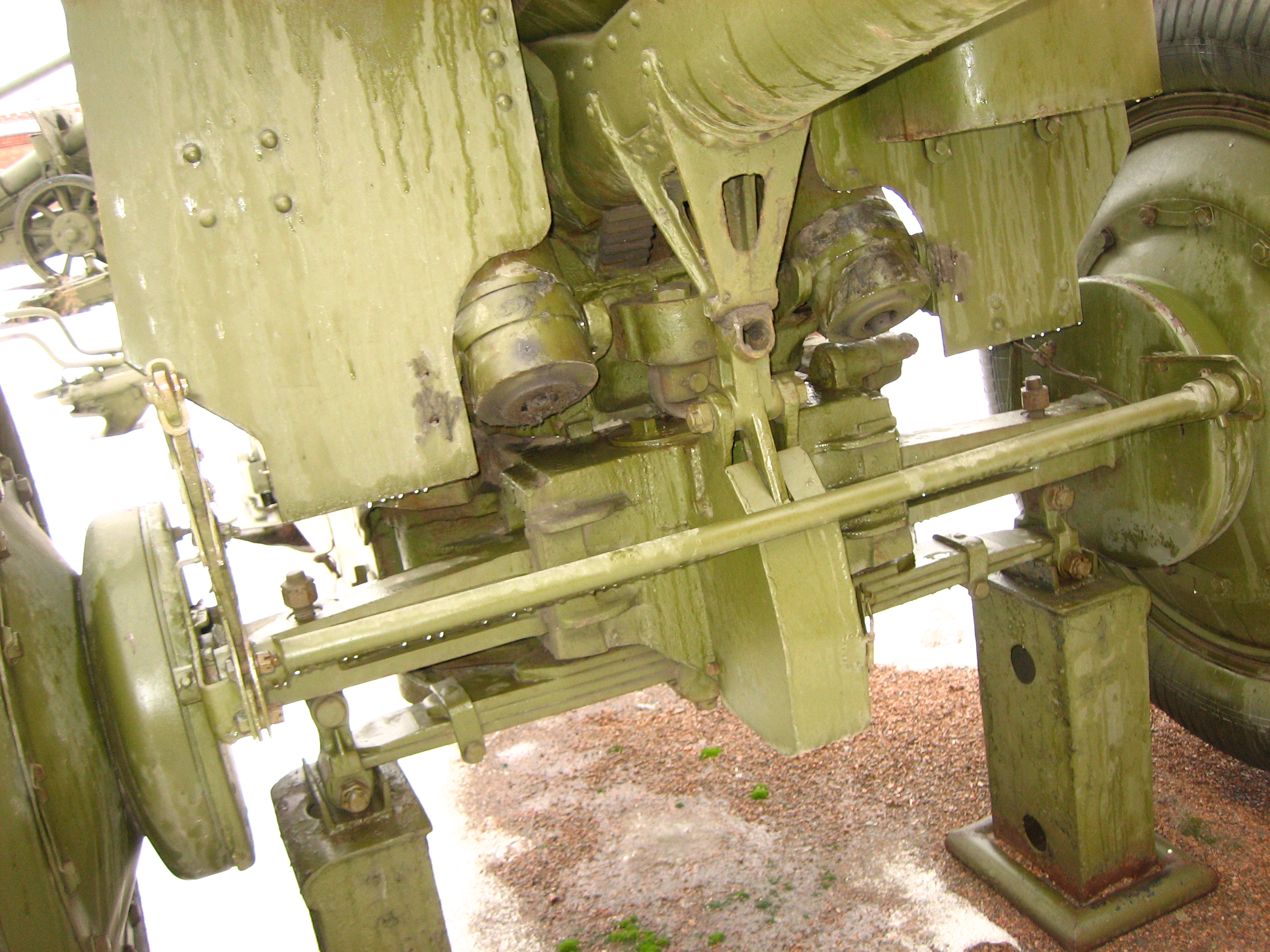
Futómű felfüggesztés
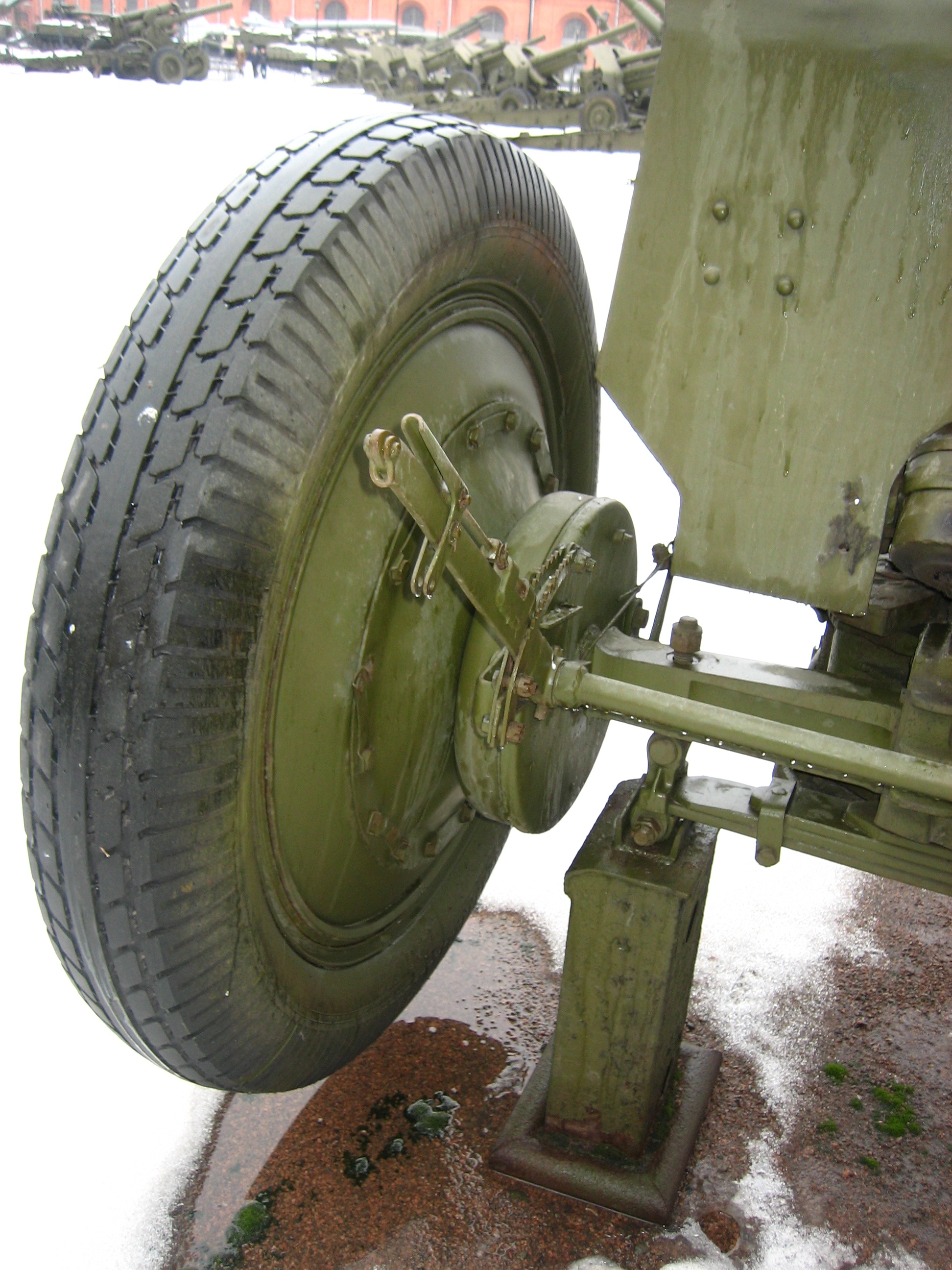
Futómű felfüggesztés
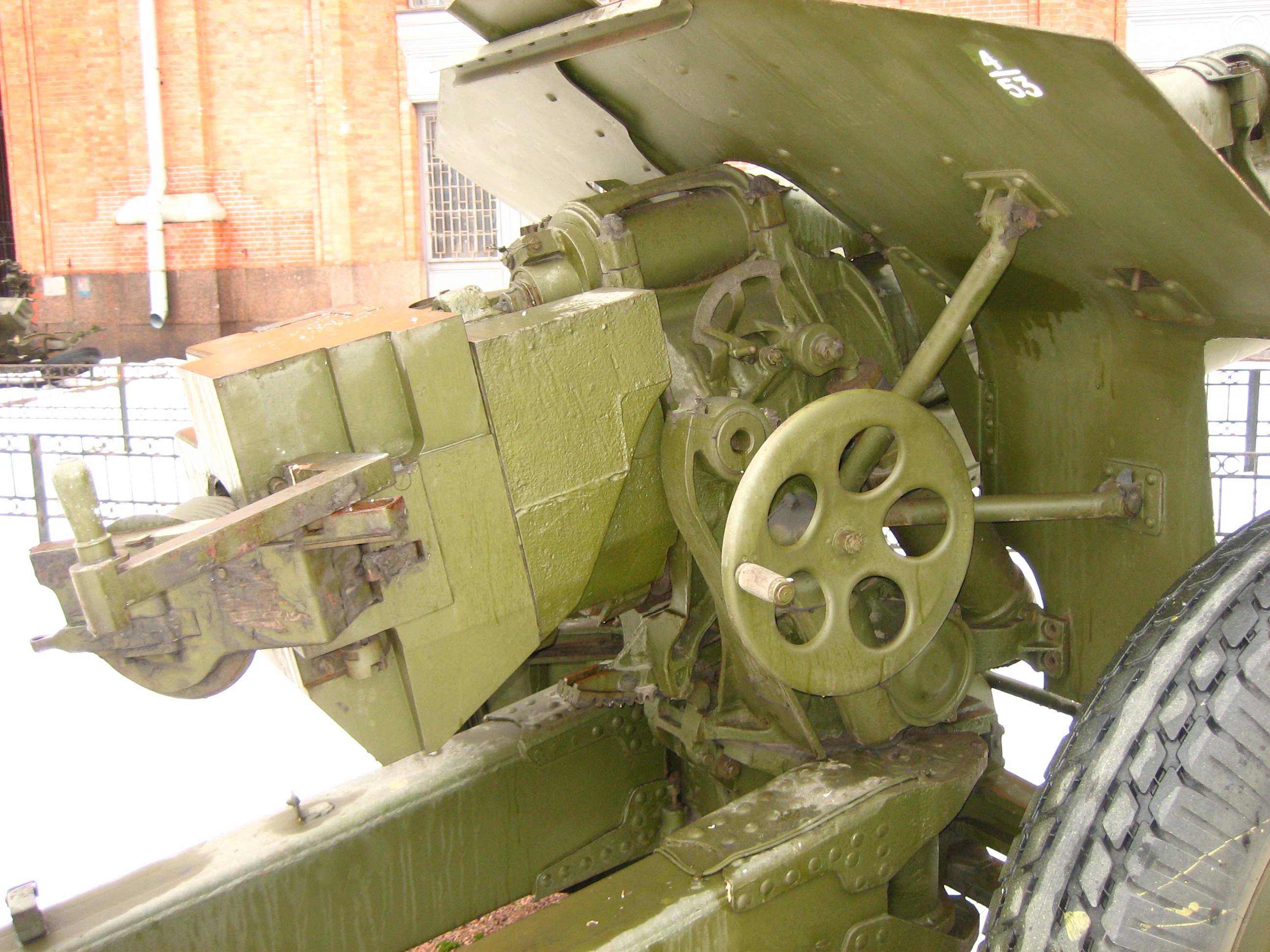
Závárzat jobb oldali nézetből
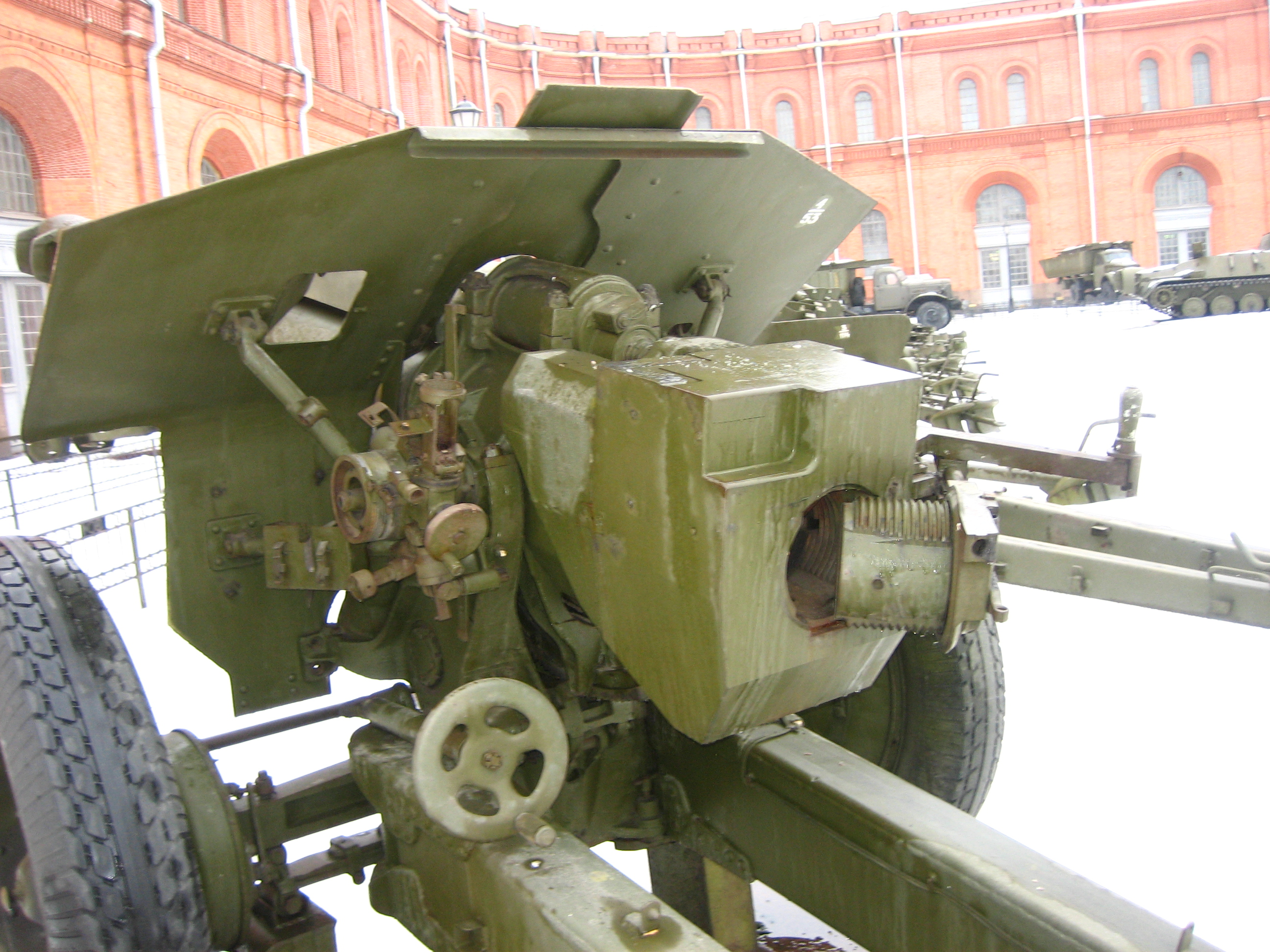
Závárzat bal oldali nézetből és a panoráma irányzék
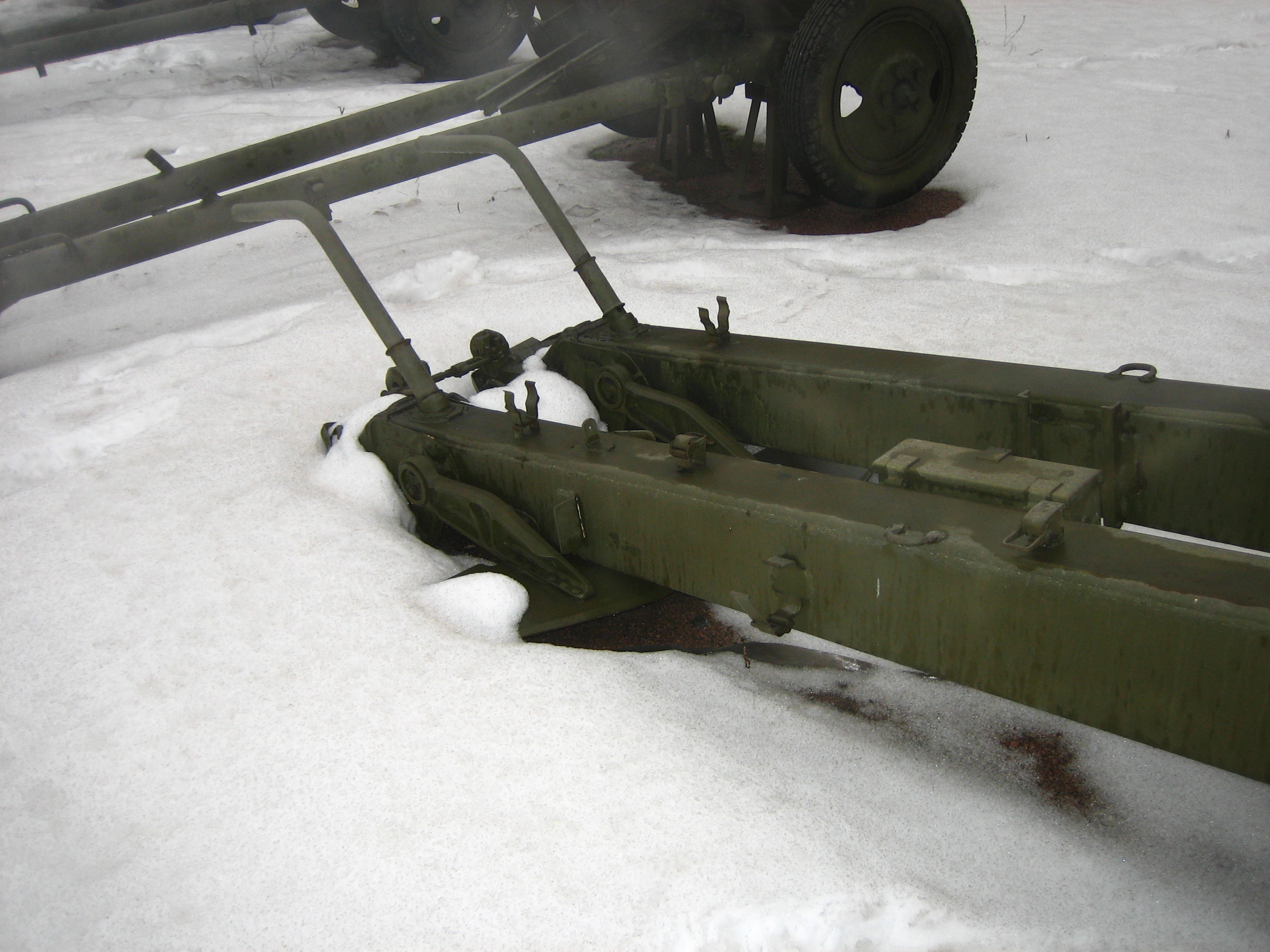
Lövegtalpak
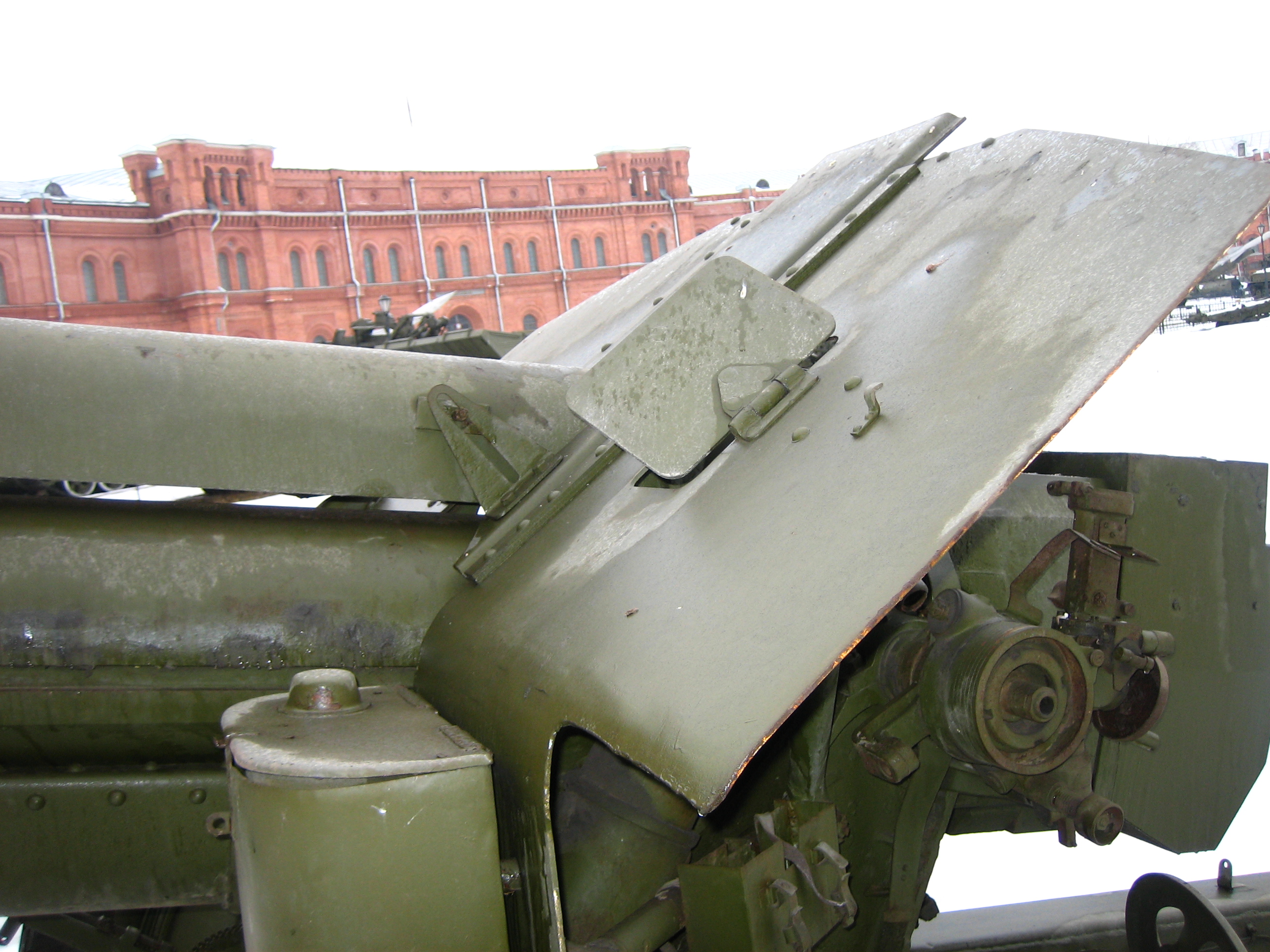
Lövegpajzs

### Összehasonlítás hasonló tarackokkal
Technikai és taktikai oldalról nézve a D–1 terv egy modern 152 mm-es tarackkal látta el a Vörös Hadsereget, amely ötvözi a mozgékonyságot a hatékony tűzerővel. Más hasonló korabeli lövegekkel összevetve a D–1 lőtávolsága kisebb, de tömege is könnyebb. Például a német gyártmányú 15 cm sFH 18 lőtávolsága 13 325 méter – nagyjából egy kilométerrel nagyobb, mint a D–1-é – de tömege közel két tonnával több (5510 kilogramm vontatás közben). Az amerikai gyártmányú 155 mm-es M1 tarackkal (lőtávolság 14 600 méter, tömeg 5800 kilogramm), vagy az olasz Ansaldo által gyártott 149 mm-es tarackkal (lőtávolság 14 250 méter, tömeg 5500 kilogramm) is hasonló a helyzet. A németek által tervezett, tulajdonságaiban a D–1-hez hasonló löveg – a 15 cm sFH 36 – nem került sorozatgyártásra. Régebbi típusokkal összehasonlítva, mint a francia 1917-es mintájú Schneider (lőtávolság 11 200 méter, tömeg 4300 kilogramm), a D–1 tömegében és lőtávolságában is jobbnak bizonyult.

## Szervezés és alkalmazás
A D–1 tarackot a hadtest-tüzérség és a főparancsnokság tartalék egységei alkalmazták. 1944-ben a Vörös Hadsereg minden lövészhadtestje rendelkezett egy tüzérezreddel. Ezek az ezredek öt ütegből (összesen 20 lövegből) álltak, melyek a D–1 tarackok mellett egyéb, különféle tarackokkal voltak felszerelve: 122 mm-es 1931/37 mintájú ágyú (A–19), 152 mm-es 1937 mintájú tarack (ML–20) vagy 107 mm-es 1910/30 mintájú ágyú. A főparancsnokság tartalék egységei rendelkeztek tarack ezredekkel (48) és nehéz tarack dandárokkal (32). Ezeket szükség esetén hadosztállyá vonhatták össze.
A Vörös Hadsereg 1944-től, a második világháború befejező szakaszától alkalmazta a D–1 tarackokat. A lövegeket elsősorban élőerő, erődítmények és kulcsfontosságú épületek ellen használták. Alkalmanként a G–530 jelű betonromboló lövedékeket harckocsik ellen is bevetették, sikerrel. Szolgálati ideje alatt a löveg jó hírnevet szerzett magának megbízhatósága és pontossága révén. A D–1-est végül a hetvenes évek közepén vonták ki a szolgálatból.
A világháború után a tarackot a világ számos országába exportálták, ideértve a Varsói Szerződés tagállamait is. A kétezres évek elején a löveg még mindig hadrendben állt Afganisztánban, Albániában, Kínában, Kubában, Irakban, Mozambikban, Szíriában, Vietnámban és még néhány más országban. A löveget bevetették az arab–izraeli konfliktusban és a Szovjetunió egyes utódállamaiban is.

## Változatok
A vontatott tarack mellett Petrov csapata kifejlesztett egy járműre szerelhető változatot is. A Vörös Hadsereg 1943 nyarán és őszén végrehajtott offenzív hadműveletei felkeltették az érdeklődést a KV–2-höz hasonló nehéz tüzérségi harckocsik iránt, melyek közvetlen tűztámogatást biztosíthatnának a lövész és harckocsizó egységeknek, és képesek lennének megsemmisíteni az ellenséges erődítményeket is. A harckocsiba építendő változatot eredetileg a KV–1 nehéz harckocsi egy változatába építették volna. A löveg a 85 mm-es D–5 foglalatát kapta, így a nemhivatalos jelölése a D–1–5 lett, majd ebből a D–15 hivatalos jelölés. Mindössze egyetlen példány készült. Nincs információ arról, hogy a löveget beszerelték volna egy KV harckocsiba. 1943 októberében elkezdték az erőteljes ISZ–2 nehéz harckocsi sorozatgyártását, így az ötlet, miszerint egy specializált tüzérségi harckocsit fejlesszenek az elavult KV alvázon szükségtelenné vált.
Egy másik terv a T–34 harckocsi alvázának kombinálása a D–15 löveggel ugyancsak felmerült. Jelölése a SZU–D15 volt és a SZU–122 felváltására szánták. Habár nagyfokú támogatásban részesült a terv, mégsem került gyártásra, egyrészt a hátrányai miatt (a nehéz löveg túlterheli a felfüggesztést és a lőszerjavadalmazás is korlátozott), másrészt az ISZU–152 megjelenése miatt.

## Lőszer

1 – OF–530 repesz-romboló lövedék,
2 – O–530 repesz lövedék,
3 – G–530 HEAC (betonromboló) lövedék.

A D–1 tarack lövedékek széles skálájával rendelkezett, beleértve a repesz-romboló, páncéltörő, kumulatív, srapnel, világító és vegyi lövedékeket.
A D–1-hez osztott lőszert használtak nyolc különböző töltettel. A töltetek a ZS–536 „teljes töltetből” és „elsőtől” „hatodikig” rangsorolt töltetekből állnak, melyek közül a hatodik a legkisebb. A BP–540 kumulatív lövedékhez speciális töltetet alkalmaztak.
Mikor az OF–530 lövedékeket repesz-romboló módban használták, az általuk képzett repeszek egy 70×30 méteres területet szórtak be. Mikor nagy rombolóerejű módban használták, akkor egy nagyjából 3,5 méter átmérőjű, 1,2 méter mély krátert téptek a talajba. Annak ellenére, hogy a D–1 tarackokat az 1970-es évek közepén kivonták a szolgálatból, az OF–530 lövedékeket továbbra is használták különféle 152 mm-es tüzérségi eszközökkel.
A G–530 HEAC betonromboló lövedék csőtorkolati sebessége 457 m/s. Egy kilométeres lőtávolság esetén végsebessége 358 m/s és képes 80 centiméter vasbeton átütésére a TNT-töltet felrobbanása előtt, amely 114 centiméterre növeli az átütési képességet. A G–530 lövedéket nem lehet teljes töltettel kilőni anélkül, hogy ne kockáztatnák a személyzet épségét azzal, hogy a lövedék felrobbanhat a lövegcsőben. Ezért egy speciális változatot, a G–530S-t fejlesztették ki, amelyet már ki lehet lőni a teljes töltettel.
A BP–540 kumulatív lövedéket a világháború alatt nem használták. Páncélátütő képessége 250 mm 90°-os elméleti becsapódási szög esetén, 220 mm 60°-os becsapódási szög esetén, 120 mm 30°-os becsapódási szög esetén.
Az 1950-es évek végére a D–1 tarackok régi lőszerkészletét kivonták a szovjet arzenálból. A megmaradó típusok az OF–530, O–530, G–530/G–530S és talán a vegyi lövedékek voltak. A szovjet hadsereg rendelkezett 152 mm-es nukleáris lövedékekkel, de nem tisztázott, hogy ezeket ki lehetett-e lőni a D–1 tarackokból.
| Elérhető lőszertípusok                                 |                |             |                     |                            |               |
| Típus                                                  | Modell         | tömeg, kg   | Töltettömeg, kg     | Csőtorkolati sebesség, m/s | Lőtávolság, m |
| Páncéltörő lövedékek                                   |                |             |                     |                            |               |
| Tengerészeti páncéltörő                                | 1915/28 minta  | 51,07       | 3,2                 |                            |               |
| Kumulatív                                              | BP–540         | 27,44       |                     | 560                        | 3000          |
| Betonromboló lövedékek                                 |                |             |                     |                            |               |
| Betonromboló lövedék                                   | G–530 / G–530S | 40,0        | 5,1                 | 508                        | 12 400        |
| Nagy robbanóerejű és repesz-romboló lövedékek          |                |             |                     |                            |               |
| Repesz-romboló, acél                                   | OF–530         | 40,0        | 5,47-6,86           | 508                        | 12 400        |
| Repesz-romboló, acélos vas                             | OF–530A        | 40,0        | 5,66                | 508                        | 12 400        |
| Nagy robbanóerejű, régi                                | F–533          | 40,41       | 8,0                 |                            |               |
| Nagy robbanóerejű, régi                                | F–533K         | 40,68       | 7,3                 |                            |               |
| Nagy robbanóerejű, régi                                | F–533N         | 41,0        | 7,3                 |                            |               |
| Nagy robbanóerejű, régi                                | F–533U         | 40,8        | 8,8                 |                            |               |
| Nagy robbanóerejű, acélos vas, régi francia            | F–534F         | 41,1        | 3,9                 |                            |               |
| Nagy robbanóerejű                                      | F–521          | 41,7        | 7,7                 |                            |               |
| Nagy robbanóerejű, brit, 152 mm-es Vickers tarackokhoz | F–531          | 44,91       | 5,7                 |                            |               |
| Srapnel lövedékek                                      |                |             |                     |                            |               |
| Srapnel 45 mp.-es csővel                               | S–501          | 41,16-41,83 | 0,5 (680-690 golyó) |                            |               |
| Srapnel Т–6 csővel                                     | S–501T         | 41,16       | 0,5 (680-690 golyó) |                            |               |
| Világító lövedékek                                     |                |             |                     |                            |               |
| Világító, 40 mp.                                       | SZ 1           | 40,2        |                     |                            |               |
| Vegyi lövedékek                                        |                |             |                     |                            |               |
| Vegyi tarack lövedék                                   | HSZ–530        | 38,8        |                     |                            |               |
| Vegyi tarack lövedék                                   | HN–530         | 39,1        |                     |                            |               |
| Vegyi (háború utáni)                                   | ZHZ            |             |                     |                            |               |

## Fordítás
- Ez a szócikk részben vagy egészben  a(z)   152 mm howitzer M1943 (D-1) című angol Wikipédia-szócikk ezen változatának fordításán alapul.  Az eredeti cikk szerkesztőit annak laptörténete sorolja fel. Ez a jelzés csupán a megfogalmazás eredetét és a szerzői jogokat jelzi, nem szolgál a cikkben szereplő információk forrásmegjelöléseként.